# Uitstootkoe
Uitstootkoeien of reformkoeien zijn melkkoeien die door ouderdom onvoldoende productief zijn geworden voor de melkveehouderij. De melkveehouder wil deze koeien tegen een maximale opbrengstprijs afstoten aan een slachterij. 
Er zijn ook andere redenen waarom een koe uitgestoten wordt: wanneer een koe niet drachtig wordt, ofschoon ze herhaaldelijk geïnsemineerd is, besluit de melkveehouder meestal die koe uit te stoten.
Als een koe heeft gekalfd geeft ze gemiddeld 10 maanden melk. De hoeveelheid melk die een koe daarna nog geeft is zeer gering, de melkveehouder zal dan ook proberen de koe zo snel mogelijk weer drachtig te krijgen. Lukt dit niet of niet snel genoeg, dan zal de koe uitgestoten worden.
Tegenstanders van de intensieve veehouderij stellen dat dit uitstoten gemiddeld al na circa drie jaar gebeurt, wat een enorme beperking van de natuurlijke levensduur van een koe tot gevolg heeft. Een koe kan namelijk rond de 20 jaar oud worden. In werkelijkheid lijken koeien eerder rond de zes jaar melk te geven alvorens ze geslacht worden.
Aangezien melkkoeien (qua ras, onderhoud en opfok) niet gefokt zijn voor de vleesopbrengst is de kwaliteit van het vlees echter matig en de opbrengst navenant minder. Desondanks is circa 80% van het rundvlees dat in Nederland geproduceerd wordt, afkomstig van deze voormalige melkkoeien. Hiervan gaat meer dan 80% voor export naar het buitenland en hiervoor worden andere rundvleesproducten ingevoerd (m.n. uit Argentinië, VS, Ierland, Duitsland).